# أيمن الرزة
أيمن الرزة (1966 - 1989) قائد مجموعة النسر الأحمر التابعة للجبهة الشعبية لتحرير فلسطين في نابلس خلال الانتفاضة الفلسطينية الأولى. قتل برصاص الاحتلال الإسرائيلي عام 1989.

## ولادته ونشأته
ولد أيمن في مدينة نابلس جبل النار، حيث نشأ في كنف أسرة مكونة من أربعة عشر فرداً، وتلقى تعليمه حتى الثاني الثانوي في مدرسة الملك طلال الثانوية ومن ثم حصل على شهادة الثانوية العامة داخل المعتقل. اعتقل أيمن أكثر من مرة وكان لسنوات الاعتقال والحياة بين كوادر الثورة فتربى في صفوف الجبهة الشعبية لتحرير فلسطين، وقد صقلت روحه النضالية وراء قضبان السجن حيث أفادته سنوات اعتقاله للمرة الأولى والتي استمرت لمدة ثلاثة أعوام، فاطلع على التجارب الثورية التي عاشتها وشهدتها الشعوب المكافحة لنيل حريتها وبعد أن قضى مدة محكوميته تلك كان عضوا فعالا في النقابات العمالية كما شارك في النشاطات التطوعية التي استغلها لنسج علاقاته السياسية والتنظيمية ونتيجة التصاقة بالعمل السياسي فقد جدد اعتقاله لمدة 3 شهور أخرى.
ومنذ انطلاقة الانتفاضة الفلسطينية الأولى عام 1987 انخرط أيمن في الصفوف الأولى للدفاع عن وطنه، فقد حصد حصيلة وعيه الجماهيري الذي اكتسبه حيث شارك في عدة مواجهات تصدى خلالها لجنود الاحتلال وكان على دراية ووعي بخطورة العملاء المتعاونين مع قوات الاحتلال لذلك عمل على تأسيس مجموعة «النسر الأحمر» التي انطلقت بعد ذلك لتصل جميع أرجاء الوطن في الضفة والقطاع فقد أخذت على عاتقها بقيادة أيمن تصفية المتعاملين مع إسرائيل، وفعلا تمكن أيمن بمساعدة رفاقه من تصفية ما يزيد عن عشرين عميلاً.

## سقوطه
في يوم الخميس الموافق 9 تشرين الثاني 1989، حلقت ومنذ ساعات الصباح ثلاث طائرات عمودية فوق قرية جنيد، إضافة لتواجد أعداد كبيرة من دوريات العدو الراجلة، لكن «أيمن» بنظرته الثاقبة وحسه الأمني لمثل تلك التحركات، شعر أن في الأمر شيئاً، فقرر ورفاقه المواجهة والتصدي، وتلقين المحتلين درسا وعبرة على أن الانتفاضة سوف تسير إلى نهاية المطاف، وخاصة أمام التعند الواضح لدى القيادة السياسية الصهيونية، فتبنى ومن جديد الكفاح المسلح وممارسته على الأرض، بعد أن جزعت الجماهير الشعبية وضاقت ذرعا بكل تلك الدماء التي سفكت وتسفك، والتي سقط فيها خيرة أبناء الشعب الفلسطيني المناضل.
وما أن أصبحت إحدى الدوريات في مرمى نيرانه، تقدم وهاجمها بإحدى قنابله اليدوية، وتابع إطلاق النار من مسدسه، حيث أصاب أحد الجنود في وجهه، وأشار إلى رفاقه لمساندته من الخلف، وفي تلك اللحظة أطلقت عليه عدة عيارات نارية أصابته في وجهه وصدره وذراعيه، ولكن «أيمن» كان صامدا حتى أتت طلقة الموت التي كان رقمها ثمانية عشر في رأسه.